# Kroktjärnen (Gåxsjö socken, Jämtland)
Kroktjärnen är en sjö i Strömsunds kommun i Jämtland och ingår i Indalsälvens huvudavrinningsområde.